# Come farsi una cultura mostruosa
Come farsi una cultura mostruosa è un libretto umoristico scritto dall'attore e scrittore italiano Paolo Villaggio nel 1972.
Dopo aver ironizzato nell'introduzione sulla sua presa di coscienza dell'importanza di possedere un elevatissimo livello culturale (osservando tra le altre cose che permette di vincere facilmente tutti i telequiz, che già all'epoca andavano per la maggiore), Villaggio sottopone al lettore una serie di nomi di persone, località e cose di cui si deve indovinare la definizione giusta tra le quattro opzioni da lui proposte. Tre delle opzioni sono completamente sbagliate e l'autore se ne serve per provocare le risate del lettore.
Il testo si chiude con una serie di "Giochi Storico-matematici", che consistono in improbabili espressioni algebriche, in cui gli addendi sono sostituiti da numeri che il lettore deve indovinare a partire da brevi definizioni ispirate alla storia.

## Edizioni
- Paolo Villaggio, Come farsi una cultura mostruosa, III ed., Bompiani, 1975,  pp. 57, cap. -.